# Ганс Стам
Ганс Стам (нід. Hans Stam, 2 квітня 1919 — 25 червня 1996) — нідерландський ватерполіст.
Бронзовий призер Олімпійських Ігор 1948 року.
Бронзовий призер Чемпіонату Європи з водного поло 1938 року.